# Aiseposbrücke
Die Aiseposbrücke (türkisch: Güvercin Köprüsü, Taubenbrücke) war eine spätantike Brücke über den Fluss Aisepos (Gönen Çayı) im kleinasiatischen Mysien (heute Provinz Balıkesir, Türkei). Sie ist vor allem für das fortschrittliche Hohlkammersystem bemerkenswert, das sich auch bei anderen spätantiken Brückenbauten der Region wie z. B. der Makestosbrücke finden lässt. Bei einer Felduntersuchung Anfang des 20. Jahrhunderts fand man die vier Hauptbögen eingestürzt vor, wohingegen fast alle Pfeiler sowie die sieben kleineren Bögen noch standen. Auf aktuellen Aufnahmen erkennt man noch die beiden Pfeilerstümpfe im Flussbett, wohingegen der übrige bauliche Zustand der Brücke schwer einzuschätzen ist.

## Lage
Die Aiseposbrücke befindet sich im Nordwesten der heutigen Türkei acht Kilometer Luftlinie nördlich von Sariköy, ungefähr 5,6 Kilometer stromaufwärts von der Mündung des Gönen Çayı in das Marmarameer etwas oberhalb der Stelle, an der das enge Flusstal sich zur Küstenebene öffnet und die moderne Autobrücke der Nationalstraße 200 den Gönen Çayı überquert. In der Antike gehörte die Aiseposbrücke zu einer Römerstraße, die quer durch Mysien zur Küstenstadt Kyzikos verlief. Teile der Straße, die mit kleinen, 13–15 Zentimeter tiefen Rundsteinen gepflastert war, wurden noch im 19. Jahrhundert für den Verkehr zwischen der Nachfolgesiedlung Bandırma (Panderma) und Boghashehr genutzt.

## Bauzeit
Einen ersten Untersuchungsbericht über die Aiseposbrücke veröffentlichte der englische Archäologe Frederick William Hasluck 1906, worin er das Bauwerk in Bezug zu ähnlichen Hohlkammerbrücken in Mysien wie die Weiße Brücke, die Makestosbrücke und die Konstantinbrücke setzte. Ausgehend von der strukturellen Verwandtschaft datierte er das Brückenquartett in das frühe 4. Jahrhundert n. Chr. in die Ära Konstantins des Großen († 337 n. Chr.).
Dem italienischen Brückenforscher Galliazzo zufolge weist die charakteristische wechselweise Ziegel-Stein-Aufmauerung des Bogenwerks (siehe Foto vom Bogen am östlichen Widerlager) jedoch eher auf einen frühbyzantinischen Neubau aus der zweiten Hälfte des 5. oder ersten des 6. Jahrhunderts in der Epoche des Kaisers Justinian hin. Eindeutig römischen Ursprungs sind seiner Ansicht lediglich die Pfeilerfundamente sowie die Anrampungen mit ihren kleineren Bögen.

## Konstruktion

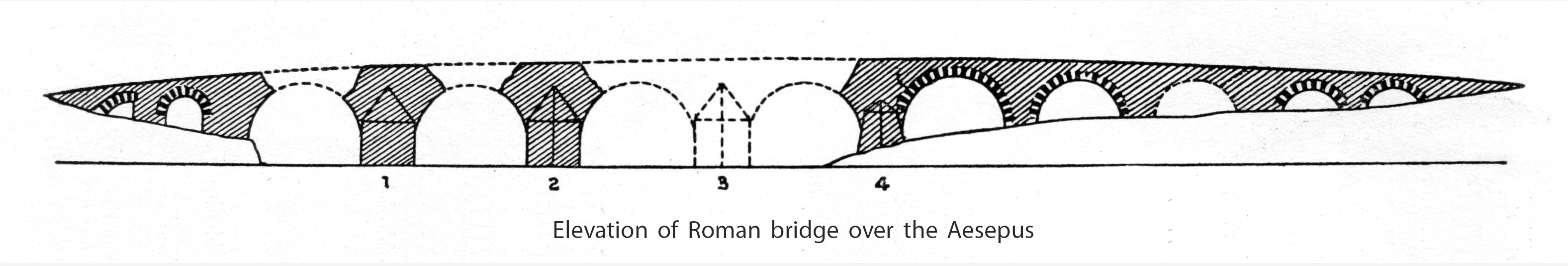
Seitenriss der Aiseposbrücke. Die gepunktete Linie markiert die zerstörten Teile der Brücke.

Von den vier Hauptbögen über den Fluss fand Hasluck keinen mehr stehend vor, aber beide Uferrampen sowie fast alle Brückenpfeiler hatten sich vollständig erhalten, einzig der vom Westufer aus dritte, in der Flussmitte gelegene Pfeiler war gänzlich verschwunden. Der offengelegte Brückenkörper weist im oberen Pfeilerbereich vier parallel angeordnete, schlitzartige Hohlräume auf, die sich unterhalb der Fahrbahnoberfläche längs durch die Brücke ziehen und eine Reduktion der auf den Gewölbebögen ruhenden toten Last bewirken sollten. Die Pfeiler sind auf beiden Seiten durch große Wellenbrecher mit spitz zulaufenden Aufsätzen geschützt.

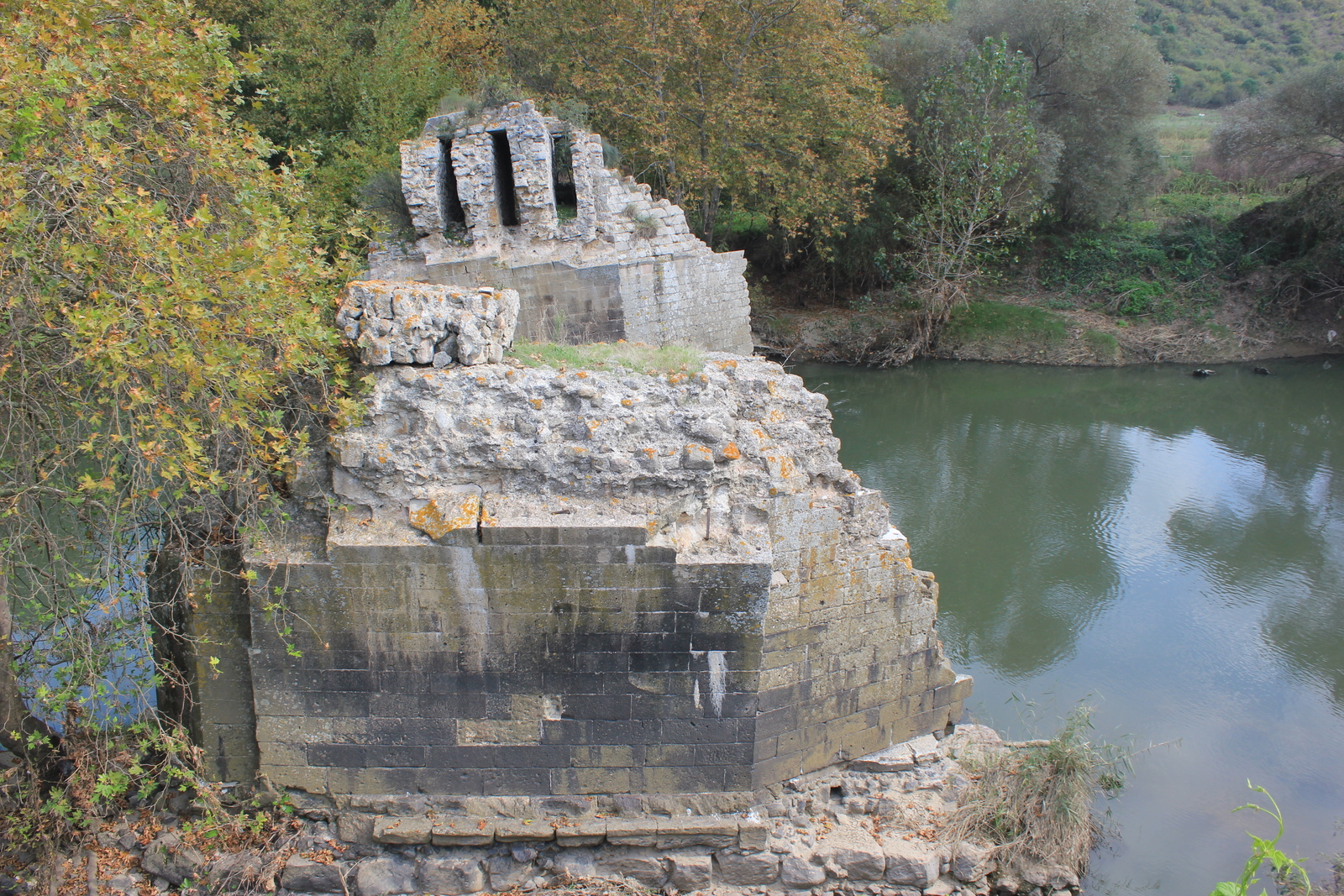
Schlitzartige Hohlkammern (Blick von Westen)

Die Brücke erreicht eine Breite von 5,60 Metern bei einer Gesamtlänge von ca. 158 Metern. Die Spannweite der dritten und siebten Bogenöffnung werden von Hasluck mit jeweils rund 12,20 Metern angegeben. Die Außenverkleidung der Aiseposbrücke besteht samt Wellenbrechern und Hohlraumkonstruktion aus Granitblöcken, die Verfüllung aus Bruchsteinen im Mörtelverbund. Auf den Decksteinen der Hohlräume liegt das weitgehend unversehrt gebliebene Straßenpflaster auf, das sich aus großen, teilweise rechteckigen Steinen zusammensetzt.
Die Anrampung im Westen wird durch den anstehenden Berghang begrenzt. Ihre beiden Gewölbebögen, einer davon halbbogenförmig, wurden mit Ziegeln aufgemauert, während die äußeren Gewölbesteine aus alternierenden Stein-Ziegel-Lagen bestehen, wie sie auch für die Makestosbrücke charakteristisch sind. Die 58 Meter lange Ostrampe ruht auf fünf Bögen abnehmender Größe, wobei der von Vegetation überwucherte Bogen 9 von Hasluck nur hypothetisch rekonstruiert wurde. Am Aufgang der Rampe befinden sich – ähnlich wie bei der Sangariusbrücke – die Überreste einer Exedra aus Backstein, um die der Weg beidseitig einen Bogen schlägt; daneben steht ein 80 Zentimeter hoher zylindrischer Stein, auf dem Reparaturen festgehalten worden sein könnten.

## Bilder um 1905

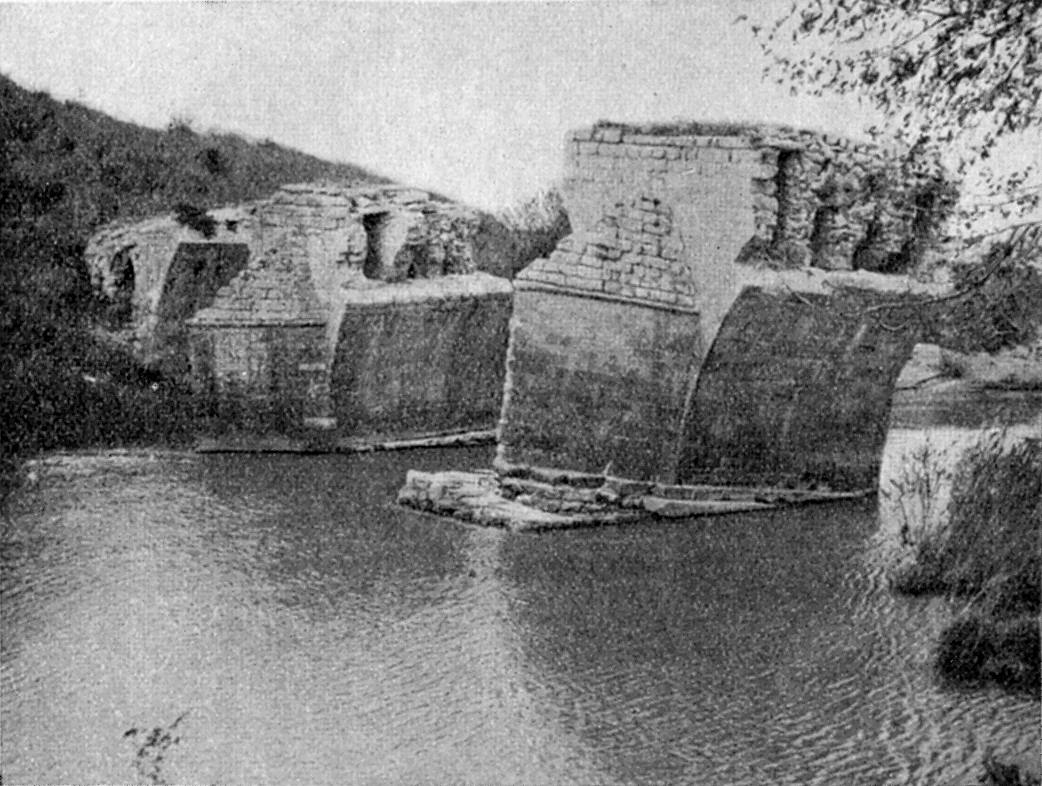
Mittlere Pfeiler (Blick von Süden)
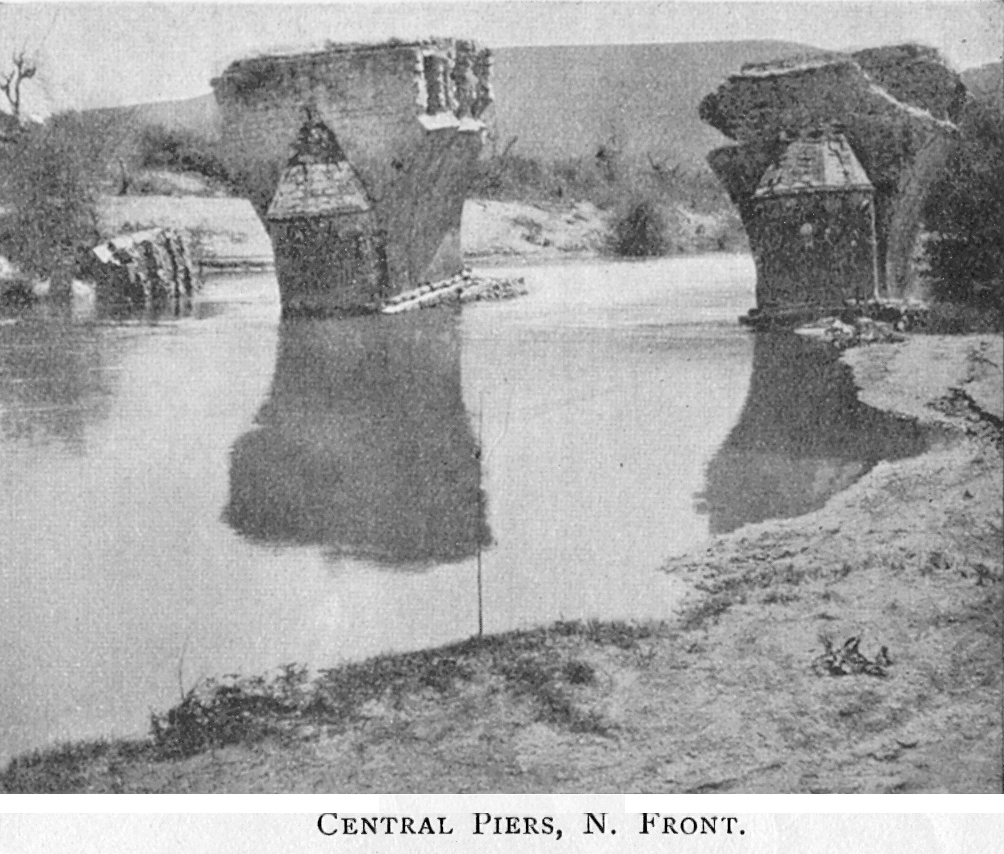
Mittlere Pfeiler (Blick von Norden)
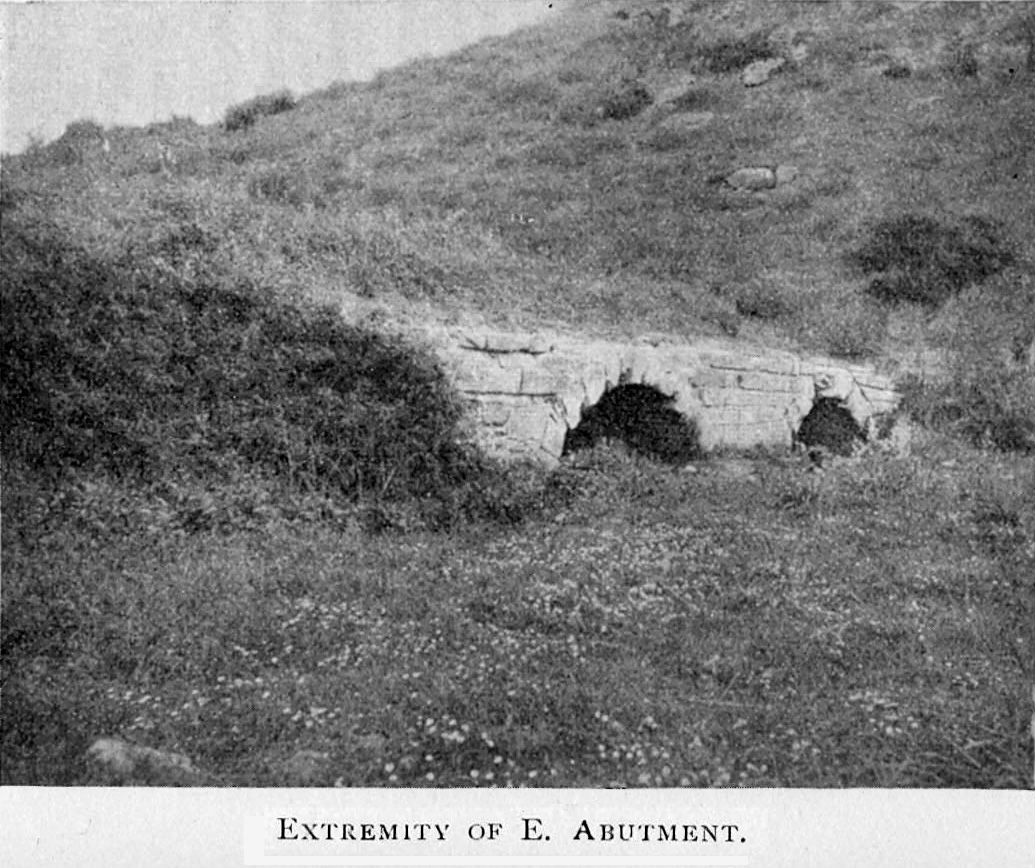
Ende des östlichen Widerlagers
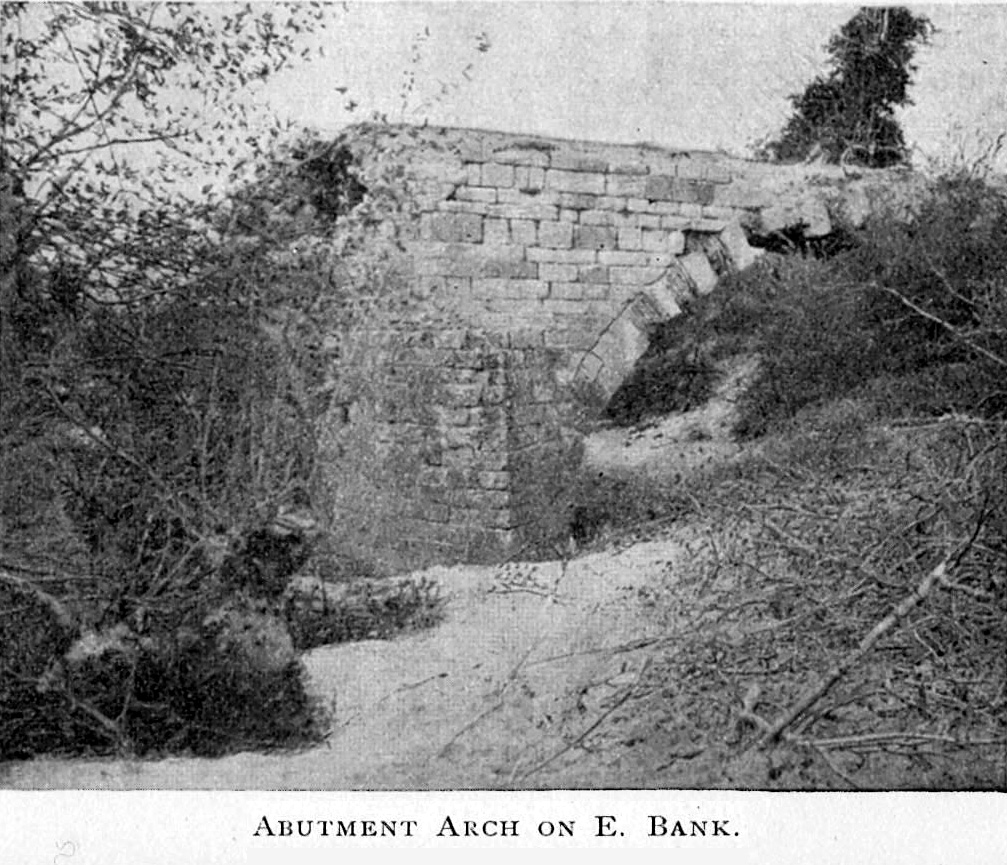
Bogen am östlichen Widerlager